# Трой Перкінс
Трой Алан Перкінс (англ. Troy Alan Perkins; народився 29 липня 1981 року в Спрингфілді, Огайо, США) — американський футболіст, який виступав на позиції воротаря. Відомий за виступами за клуби «Монреаль Імпакт», «Портленд Тімберс», «Ді Сі Юнайтед» і збірної США.

## Клубна кар'єра

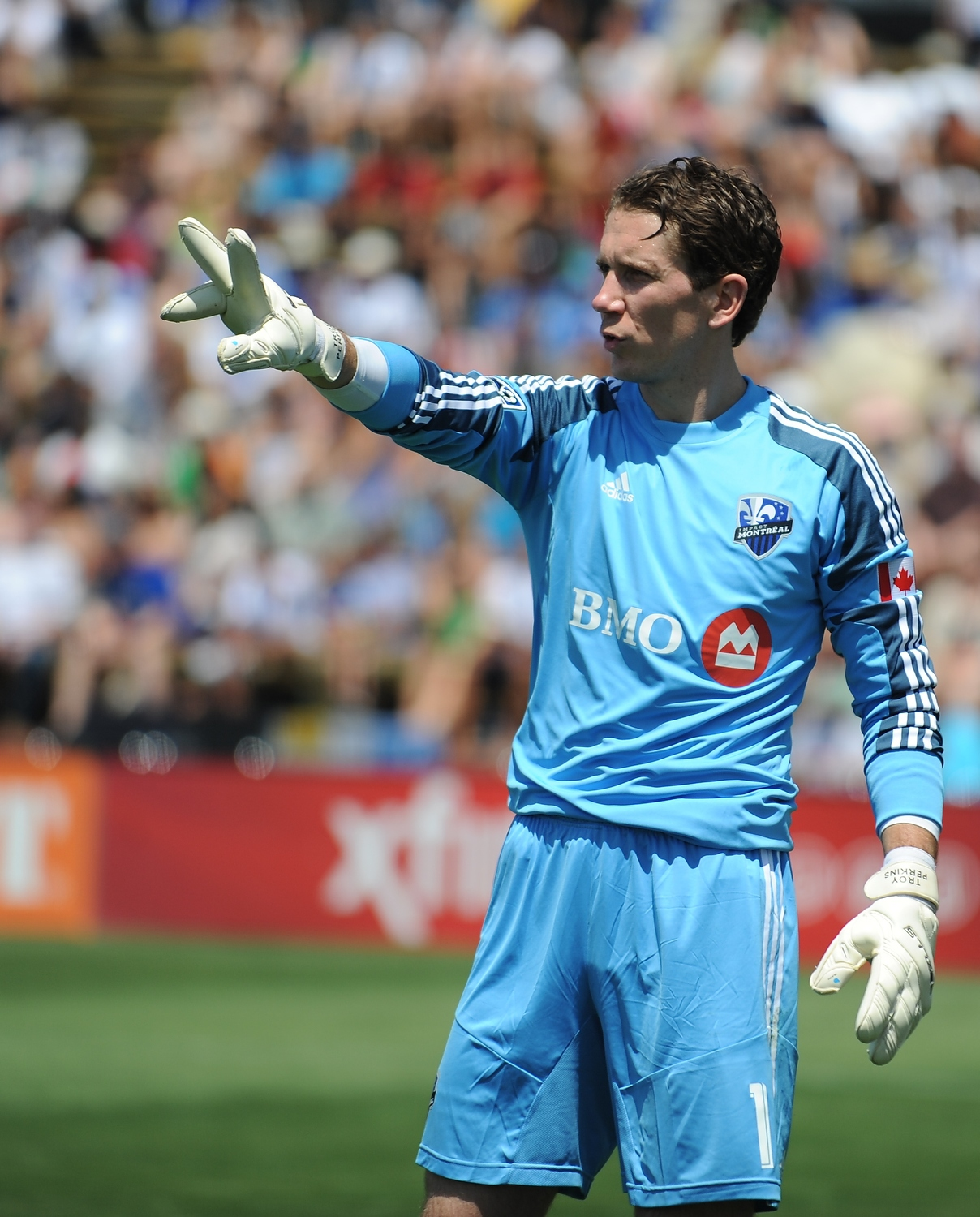
Перкінс в складі «Монреаль Імпакт»

### Кар'єра в університетських командах
Перкінс — випускник середньої школи Томаса Вортінгтона, з однойменного міста. Після закінчення навчального закладу вступив у Південно-Флоридський університет, де почав виступати за університетський футбольний клуб «Саут Флорида Буллз». З новою командою Трой займає третє місце в Університетській футбольній лізі у 2001 році, а у 2002 виграє срібні медалі. На старших курсах його запрошують в команду Університету Евансвіллі, куди він і переходить у 2003 році. У 19 матчах за «асів» Перкінс пропустив 21 гол. Також він виступав за аматорську команду «Кейп-Код Крусейдерс» у 2002 і 2003 роках.

### «Ді Сі Юнайтед»

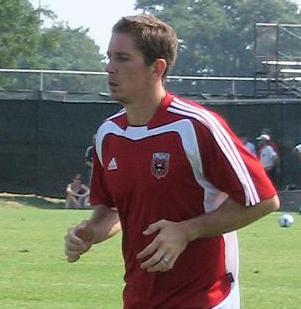
Перкінс в складі «Ді Сі Юнайтед»

Після закінчення сезону 2003 року, Трой залишився без контракту. У 2004 році в його послугах зацікавилася команда MLS «Ді Сі Юнайтед». Голкіпер підписав з «Юнайтед» контракт і відразу ж був відданий в оренду в «Нортерн Верджінія Ройалс». Воротарі «орлів» Нік Рімандо і Даг Воррен втратили довіру тренера і після повернення з оренди, шанс був наданий Перкінсу. Трой виправдав себе, в першому сезоні він провів за клуб 16 матчів, пропускаючи в середньому 1,6 гола за гру. Попри впевнену гру Перкінса, команда виступала погано і в кінці сезону Троя змінив у воротах Нік Рімандо.
На початку 2005 року Перкінс тренувався з командами англійської Прем'єр-ліги, «Болтоном» і «Евертоном».
У сезоні 2006 року, Перкінс був основним воротарем «Ді Сі Юнайтед» і взяв участь в тридцяти двох матчах. У тому ж сезоні його визнають Кращим Воротарем року в MLS і Трой бере участь в «матчі всіх зірок» проти лондонського «Челсі».

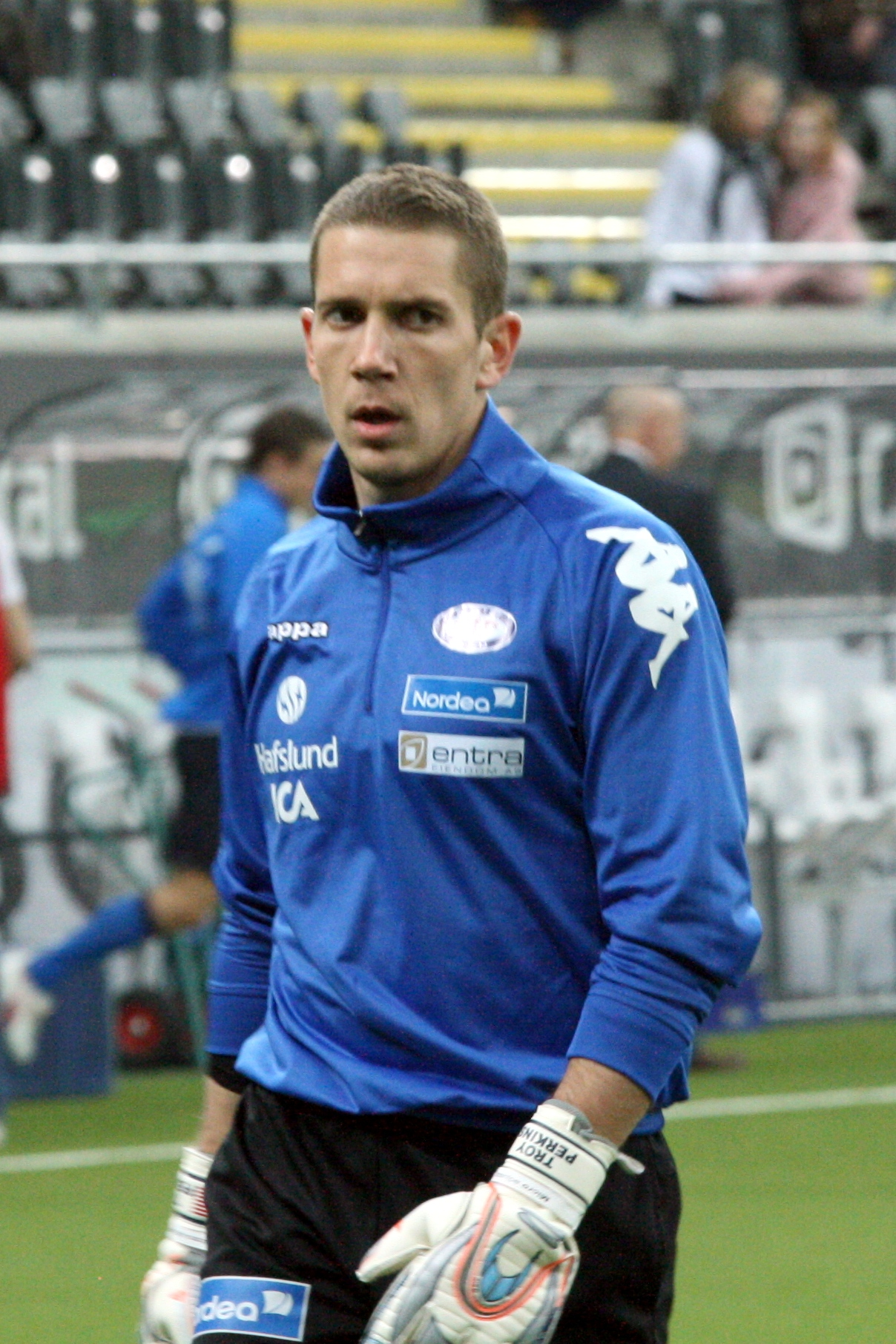
Перкінс у складі «Волеренги»

### «Волеренга»
20 грудня 2007 року Перкінс підписує 5-річний контракт з норвезькою «Волеренгою» і стає першим американцем, що підписав контракт з норвезьким клубом. Трой приймає таке рішення через те, що «Ді Сі Юнайтед» підписують нового воротаря Зака Веллса. За півтора року в Норвегії Перкінс бере участь в 53 матчах Елітесеріен і стає справжнім улюбленцем місцевих уболівальників. У складі «Волеренги» Трой стає володарем Кубка Норвегії.

### Повернення в «Ді Сі Юнайтед»
13 січня 2010 року, в результаті перерозподілу грошових коштів від обміну півзахисника «Філадельфія Юніон» Фреда на драфті, у «Ді Сі Юнайтед» з'явилася можливість повернути Перкінса. Кілька французьких клубів і голландський «Феєноорд» проявляли інтерес до Троя, але до конкретних дій справа не дійшла і воротар повернувся в столичну команду. На цей раз Перкінс прийшов в ранзі основного голкіпера і взяв участь у всіх 22 матчах сезону.

### «Портленд Тімберз»
17 грудня 2010 року Перкінс був обміняний в новостворений «Портленд Тімберз» на Стіва Кроніна. Попри те, що Трой прийшов в команду як основний воротар, він пропускає перші шість матчів чемпіонату через травму, отриману на тренуванні. Свій дебютний матч Перкінс провів 24 квітня 2011 року проти «Лос-Анджелес Гелаксі». 28 листопада того ж року Трой підписує новий контракт з командою.

### «Монреаль Імпакт»
Сезон 2012 Трой почав в «Тімберз», проте 7 серпня 2012 Перкінс обміняний у «Монреаль Імпакт» на ямайського ветерана Донована Рікеттса. 13 серпня 2012 року Трой дебютував за новий клуб в матчі проти «Нью-Інгленд Революшн». У 2013 і 2014 роках Трой двічі допоміг «Монреалю» виграти першість Канади.

### «Сіетл Саундерс»
13 січня 2015 року на драфті повернення Перкінс, що залишився без контракту, був обраний клубом «Сіетл Саундерс». 11 січня 2016 року Перкінс оголосив про завершення кар'єри та входження до тренерського штабу академії клубу, як тренер воротарів.

## Міжнародна кар'єра
21 січня 2009 року Перкінс дебютував за збірну США в матчі проти збірної Швеції. У 2009 році в складі національної команди Трой завоював срібні медалі Золотого Кубка КОНКАКАФ. На турнірі він зіграв в матчах проти збірних збірної Панами, Мексики, Гренади й двічі Гондурасу.

### Матчі за збірну
| №  | Дата          | Місце                                             | противник                          | результат | змагання                    |
| -- | ------------- | ------------------------------------------------- | ---------------------------------- | --------- | --------------------------- |
| 1. | 21 січня 2009 | Гоум Діпо Сентер, Карсон, США                     | https://uk.wikipedia.org/wiki/null | 3:2       | Товариський матч            |
| 2. | 5 липня 2009  | Джаєнтс Стедіум, Іст-Ратерфорд, США               | https://uk.wikipedia.org/wiki/null | 0:4       | Золотий кубок КОНКАКАФ 2009 |
| 3. | 9 липня 2009  | Роберт Ф.Кеннеді Меморіел Стедіум, Вашингтон, США | https://uk.wikipedia.org/wiki/null | 2:0       | Золотий кубок КОНКАКАФ 2009 |
| 4. | 19 липня 2009 | Лінкольн-Файненшл-філд, Філадельфія, США          | https://uk.wikipedia.org/wiki/null | 2:1       | Золотий кубок КОНКАКАФ 2009 |
| 5. | 24 липня 2009 | Солджер-філд, Чикаго, США                         | https://uk.wikipedia.org/wiki/null | 0:2       | Золотий кубок КОНКАКАФ 2009 |
| 6. | 26 липня 2009 | Джаєнтс Стедіум, Іст-Рутерфорд, США               | https://uk.wikipedia.org/wiki/null | 0:5       | Золотий кубок КОНКАКАФ 2009 |
| 7. | 24 січня 2010 | Гоум Діпо Сентер, Карсон, США                     | https://uk.wikipedia.org/wiki/null | 1:3       | Товариський матч            |

## Досягнення
Командні
 «Ді Сі Юнайтед»
- MLS Supporters' Shield — 2007

 «Волеренга»
- Володар Кубка Норвегії — 2007

 «Монреаль Імпакт»
- Першість Канади з футболу — 2013
- Першість Канади з футболу — 2014

Міжнародні
США
- Золотий кубок КОНКАКАФ — 2009

Індивідуальні
- Воротар року в MLS — 2006

## Особисте життя
Бувши резервним воротарем «Ді Сі Юнайтед», Перкінс працював в магазині спортивних товарів, а у 2006 році він влаштувався менеджером з іпотечного кредитування. За словами воротаря таким чином він створює для себе безпечне майбутнє після закінчення футбольної кар'єри.
В одному з інтерв'ю Трой назвав причини, через які він покинув «Волеренгу» і не побажав залишитися в Європі. Основна причина це неможливість подружжя воротаря пристосуватися до життя в Норвегії.
У січні 2017 року Перкінс був прийнятий на службу в поліцію, як офіцер департаменту поліції Кенневіку.